# FK Tioumen
Maillots
Actualités
Le Futbolny klub Tioumen (russe : Футбольный клуб «Тюмень») est un club de football russe basé à Tioumen.
Démarrant en troisième division soviétique dès sa fondation en 1961, il parvient à atteindre le deuxième échelon en 1987 et à s'y maintenir jusqu'à la fin des compétitions soviétiques en 1991. Il est par la suite intégré directement au sein de la nouvelle première division russe en 1992 et se démarque au cours des années 1990 comme un club ascenseur, enchaînant trois passages distincts dans l'élite en sept ans. Après sa dernière relégation en 1998, il tombe rapidement au troisième échelon en 2000 puis au niveau amateur en 2003. Retrouvant finalement le niveau professionnel en 2006, il évolue par la suite en troisième division avant de faire son retour en deuxième division en 2014 pendant cinq ans. Après sa relégation à l'issue de l'exercice 2018-2019, le FK Tioumen passe quatre années au troisième échelon avant de remonter en 2023.
Le club évolue au stade Geolog, d'une capacité de 13 057 places, depuis les années 1980. Ses couleurs principales sont le noir et le blanc.

## Histoire

### Débuts dans le football soviétique (1961-1991)
Le club est fondé en 1961 sous le nom Geolog. Il change par la suite plusieurs fois de noms, devenant le Priboï en 1964 puis le Neftianik deux ans plus tard. Renommé Stroïtel en 1978, il devient ensuite le Fakel deux ans après avant de reprendre le nom Geolog en 1983. Il est par la suite renommé Dinamo-Gazovik en 1992 avant d'adopter son nom actuel FK Tioumen à partir de 1997, avec une brève parenthèse en 2003 qui le voit brièvement s'appeler SDYSOR-Sibnefteprovod.
Dès sa formation, le club intègre directement la troisième division soviétique, où il évolue perpétuellement jusqu'en 1986, année qui le voit remporter la quatrième zone puis les barrages de promotion en deuxième division. Il évolue par la suite pendant cinq saisons au deuxième échelon, se plaçant comme une équipe de milieu de tableau malgré une vingtième place sur vingt-deux à l'issue de la saison 1991.

### Passages dans l'élite (1992-1998)
Après la chute de l'Union soviétique et la réorganisation du football russe, Tioumen est intégré directement au sein de la nouvelle première division russe pour la saison 1992. Il ne s'y éternise cependant pas, finissant vingtième et largement dernier à l'issue de la compétition. Le club se relève rapidement et parvient à remporter le groupe Est de la deuxième division dès la saison suivante et à être promu au terme des barrages de promotion.
Son deuxième passage dans l'élite est plus probant, l'équipe parvenant cette fois à se maintenir en accrochant la douzième place avec un point d'avance sur le premier relégable au terme de la saison 1994. Elle retombe cependant dès l'année suivante, finissant largement dernière avec onze points de retard sur le premier non-relégable.
Le retour du club au deuxième échelon est une nouvelle fois bref, celui-ci remporte à nouveau le championnat, qui a été unifié entre-temps à l'issue de la saison 1996, lui permettant d'effectuer un troisième passage dans l'élite en cinq ans. Après s'être maintenu confortablement l'année suivante, finissant quinzième avec huit points d'avance sur la relégation, Tioumen connaît à nouveau une deuxième saison difficile, terminant une nouvelle fois largement dernier à la fin de l'année 1998 avec seulement huit points en trente matchs.

### Chute dans les échelons inférieurs (depuis 1999)
L'équipe ne parvient cette fois pas à accrocher directement la promotion, terminant même relégable au terme de la saison 1999 et entraînant sa relégation en troisième division. Après trois années à cet échelon, qui voient le club régulièrement fleurter avec la montée, la mort du président Stepanov, qui finançait en grande partie le club, à la mi-saison 2002 laisse l'équipe sans argent et amène à la perte de son statut professionnel puis à sa disparition à la fin de l'année 2002,.
Refondé au niveau amateur sur la base de l'autre club local du SDYSOR-Sibnefteprovod, Tioumen passe trois saisons au sein du groupe Oural du quatrième échelon avant de retrouver le professionnalisme et la troisième division en 2006. Il s'y maintient par la suite pendant huit saisons durant avant de finalement terminer premier du groupe Oural-Povoljié à l'issue de la saison 2013-2014 et de retrouver la deuxième division pour la première fois en quinze ans,.
Les trois premières saisons suivant son retour au deuxième échelon le voient se classer systématiquement en milieu de classement. La saison 2017-2018 est cependant très difficile, le club se classant avant-dernier du championnat à l'issue de la saison. Il parvient cependant à éviter la relégation en profitant des multiples abandons durant l'intersaison lui permettant d'être repêché administrativement,. L'exercice suivant est tout aussi compliqué, d'autant que le club est pénalisé d'un retrait de six points au mois de mars 2019 en raison de dettes impayées envers certains anciens joueurs. Il termine ainsi finalement la saison en dernière position, connaissant notamment une série de dix-huit matchs sans victoires entre le mois de novembre 2018 et la fin de la saison en mai 2019.

## Bilan sportif

### Palmarès
| Période russe | Période soviétique |
| - Championnat de Russie - Douzième : 1994. - Coupe de Russie - Huitièmes de finale : 2012, 2013 et 2018. - Championnat de Russie de D2 (1) - Champion : 1996. - Vainqueur de groupe : 1993. - Championnat de Russie de D3 - Vainqueur de groupe : 2014 et 2023. - Championnat de Russie amateur - Vainqueur de groupe : 2004 et 2005. | - Coupe d'Union soviétique - Seizièmes de finale : 1984. - Championnat d'Union soviétique de D2 - Onzième : 1989 et 1990. - Championnat d'Union soviétique de D3 - Vainqueur de groupe : 1984, 1985 et 1986. |

### Classements en championnat
La frise ci-dessous résume les classements successifs du club en championnat d'Union soviétique.
La frise ci-dessous résume les classements successifs du club en championnat de Russie.

### Bilan par saison
Légende
- Promotion en division supérieure
- Relégation en division inférieure

#### Période soviétique
| Saison | Championnat | Championnat | Championnat | Championnat | Championnat | Championnat | Championnat | Championnat | Championnat | Championnat | Coupe d'URSS          |
| Saison | Division    | Pos         | Pts         | J           | V           | N           | D           | BP          | BC          | Diff        | Coupe d'URSS          |
| ------ | ----------- | ----------- | ----------- | ----------- | ----------- | ----------- | ----------- | ----------- | ----------- | ----------- | --------------------- |
| 1961   | 2e Russie 5 | 13e         | 9           | 24          | 2           | 5           | 17          | 23          | 52          | -29         | Finale Q              |
| 1962   | 2e Russie 4 | 14e         | 21          | 30          | 6           | 9           | 15          | 22          | 50          | -28         | Huitièmes de finale Q |
| 1963   | 3e Russie 4 | 15e         | 20          | 30          | 8           | 4           | 18          | 27          | 53          | -26         | Demi-finales Q        |
| 1964   | 3e Russie 5 | 16e         | 22          | 32          | 6           | 10          | 16          | 23          | 45          | -22         | Huitièmes de finale Q |
| 1965   | 3e Russie 2 | 17e         | 24          | 36          | 8           | 8           | 20          | 30          | 44          | -14         | —                     |
| 1966   | 3e Russie 5 | 5e          | 35          | 32          | 12          | 11          | 9           | 36          | 25          | +11         | Huitièmes de finale Q |
| 1967   | 3e Russie 5 | 9e          | 40          | 36          | 12          | 16          | 8           | 36          | 28          | +8          | Huitièmes de finale Q |
| 1968   | 3e Russie 5 | 9e          | 40          | 38          | 15          | 10          | 13          | 34          | 29          | +5          | Huitièmes de finale Q |
| 1969   | 3e Russie 5 | 4e          | 39          | 32          | 13          | 13          | 6           | 27          | 18          | +9          | —                     |
| 1970   | 4e Russie 3 | 2e          | 47          | 34          | 20          | 7           | 7           | 42          | 21          | +21         | —                     |
| 1971   | 3e Zone 5   | 15e         | 27          | 34          | 9           | 9           | 16          | 17          | 27          | -10         | —                     |
| 1972   | 3e Zone 6   | 14e         | 37          | 36          | 11          | 4           | 21          | 32          | 47          | -15         | —                     |
| 1973   | 3e Zone 6   | 11e         | 25          | 30          | 9           | 7           | 14          | 27          | 44          | -17         | —                     |
| 1974   | 3e Zone 5   | 10e         | 35          | 34          | 12          | 11          | 11          | 41          | 42          | -1          | —                     |
| 1975   | 3e Zone 4   | 15e         | 22          | 32          | 8           | 6           | 18          | 26          | 40          | -14         | —                     |
| 1976   | 3e Zone 5   | 13e         | 30          | 34          | 12          | 6           | 16          | 44          | 52          | -8          | —                     |
| 1977   | 3e Zone 5   | 20e         | 31          | 40          | 12          | 7           | 21          | 44          | 65          | -21         | —                     |
| 1978   | 3e Zone 5   | 10e         | 48          | 44          | 20          | 8           | 16          | 53          | 51          | +2          | —                     |
| 1979   | 3e Zone 5   | 6e          | 53          | 46          | 22          | 9           | 15          | 59          | 39          | +20         | —                     |
| 1980   | 3e Zone 2   | 12e         | 32          | 34          | 14          | 4           | 16          | 42          | 43          | -1          | —                     |
| 1981   | 3e Zone 4   | 16e         | 21          | 32          | 7           | 7           | 18          | 29          | 59          | -30         | —                     |
| 1982   | 3e Zone 4   | 11e         | 25          | 28          | 10          | 5           | 13          | 26          | 33          | -7          | —                     |
| 1983   | 3e Zone 4   | 2e          | 34          | 26          | 14          | 6           | 6           | 46          | 21          | +25         | —                     |
| 1984   | 3e Zone 4   | 1er         | 40          | 26          | 18          | 4           | 4           | 56          | 21          | +35         | —                     |
| 1985   | 3e Zone 4   | 1er         | 35          | 26          | 13          | 9           | 4           | 49          | 31          | +18         | Seizièmes de finale   |
| 1986   | 3e Zone 4   | 1er         | 41          | 26          | 16          | 9           | 1           | 47          | 20          | +27         | 32es de finale        |
| 1987   | 2e          | 12e         | 39          | 42          | 15          | 9           | 18          | 45          | 54          | -9          | 32es de finale        |
| 1988   | 2e          | 12e         | 39          | 42          | 17          | 5           | 20          | 46          | 58          | -12         | 32es de finale        |
| 1989   | 2e          | 11e         | 43          | 42          | 17          | 9           | 16          | 50          | 49          | +1          | 64es de finale        |
| 1990   | 2e          | 11e         | 37          | 38          | 14          | 9           | 15          | 38          | 45          | -7          | 64es de finale        |
| 1991   | 2e          | 20e         | 35          | 42          | 11          | 13          | 18          | 32          | 47          | -15         | 64es de finale        |
| 1991   | 2e          | 20e         | 35          | 42          | 11          | 13          | 18          | 32          | 47          | -15         | 64es de finale        |

#### Période russe
| Saison    | Championnat        | Championnat | Championnat | Championnat | Championnat | Championnat | Championnat | Championnat | Championnat | Championnat | Coupe de Russie     |
| Saison    | Division           | Pos         | Pts         | J           | V           | N           | D           | BP          | BC          | Diff        | Coupe de Russie     |
| --------- | ------------------ | ----------- | ----------- | ----------- | ----------- | ----------- | ----------- | ----------- | ----------- | ----------- | ------------------- |
| 1992      | 1re                | 20e         | 12          | 40          | 5           | 2           | 33          | 27          | 85          | -58         | —                   |
| 1993      | 2e Est             | 1er         | 43          | 30          | 19          | 5           | 6           | 55          | 26          | +29         | 64es de finale      |
| 1994      | 1re                | 12e         | 24          | 30          | 7           | 10          | 13          | 24          | 49          | -25         | 32es de finale      |
| 1995      | 1re                | 16e         | 15          | 30          | 3           | 6           | 21          | 28          | 77          | -49         | Seizièmes de finale |
| 1996      | 2e                 | 1er         | 84          | 42          | 24          | 12          | 6           | 82          | 34          | +48         | Seizièmes de finale |
| 1997      | 1re                | 15e         | 35          | 34          | 9           | 7           | 18          | 28          | 46          | -18         | —                   |
| 1998      | 1re                | 16e         | 8           | 30          | 2           | 2           | 26          | 17          | 89          | -72         | Seizièmes de finale |
| 1999      | 2e                 | 18e         | 48          | 42          | 13          | 9           | 20          | 43          | 59          | -16         | Seizièmes de finale |
| 2000      | 3e Oural           | 4e          | 57          | 30          | 16          | 9           | 5           | 53          | 25          | +28         | 32es de finale      |
| 2001      | 3e Est             | 3e          | 55          | 28          | 17          | 4           | 7           | 49          | 25          | +24         | 64es de finale      |
| 2002      | 3e Est             | 3e          | 58          | 30          | 17          | 7           | 6           | 64          | 34          | +30         | 32es de finale      |
| 2003      | 4e Oural           | 3e          | 32          | 18          | 10          | 2           | 6           | 24          | 18          | +6          | 128es de finale     |
| 2004      | 4e Oural           | 1er         | 69          | 28          | 22          | 3           | 3           | 80          | 23          | +57         | —                   |
| 2005      | 4e Oural           | 1er         | 47          | 18          | 15          | 2           | 1           | 66          | 12          | +54         | —                   |
| 2006      | 3e Oural-Povoljié  | 10e         | 30          | 24          | 8           | 6           | 10          | 38          | 43          | -5          | —                   |
| 2007      | 3e Oural-Povoljié  | 9e          | 34          | 26          | 10          | 4           | 12          | 35          | 36          | -1          | 128es de finale     |
| 2008      | 3e Oural-Povoljié  | 10e         | 49          | 34          | 14          | 7           | 13          | 70          | 57          | +13         | 64es de finale      |
| 2009      | 3e Oural-Povoljié  | 6e          | 53          | 30          | 15          | 8           | 7           | 54          | 32          | +22         | 256es de finale     |
| 2010      | 3e Oural-Povoljié  | 2e          | 54          | 26          | 16          | 6           | 4           | 53          | 26          | +27         | 256es de finale     |
| 2011-2012 | 3e Oural-Povoljié  | 6e          | 63          | 39          | 17          | 12          | 10          | 52          | 35          | +17         | 256es de finale     |
| 2011-2012 | 3e Oural-Povoljié  | 6e          | 63          | 39          | 17          | 12          | 10          | 52          | 35          | +17         | 128es de finale     |
| 2012-2013 | 3e Oural-Povoljié  | 2e          | 66          | 28          | 20          | 6           | 2           | 56          | 15          | +41         | Huitièmes de finale |
| 2013-2014 | 3e Oural-Povoljié  | 1er         | 61          | 27          | 19          | 4           | 4           | 44          | 17          | +27         | Huitièmes de finale |
| 2014-2015 | 2e                 | 9e          | 42          | 34          | 11          | 9           | 14          | 41          | 38          | +3          | 32es de finale      |
| 2015-2016 | 2e                 | 8e          | 54          | 38          | 15          | 9           | 14          | 44          | 45          | -1          | 32es de finale      |
| 2016-2017 | 2e                 | 9e          | 53          | 38          | 14          | 11          | 13          | 48          | 43          | +5          | 32es de finale      |
| 2017-2018 | 2e                 | 19e         | 39          | 38          | 9           | 12          | 17          | 41          | 54          | -13         | Seizièmes de finale |
| 2018-2019 | 2e                 | 20e         | 25-6        | 38          | 5           | 16          | 17          | 30          | 46          | -16         | Huitièmes de finale |
| 2019-2020 | 3e Oural-Privoljié | 10e         | 14-12       | 17          | 7           | 5           | 5           | 25          | 21          | +4          | 32es de finale      |
| 2020-2021 | 3e Groupe 4        | 2e          | 63          | 28          | 19          | 6           | 3           | 55          | 22          | +33         | 128es de finale     |
| 2021-2022 | 3e Groupe 4        | 3e          | 60          | 28          | 18          | 6           | 4           | 52          | 28          | +24         | 64es de finale      |
| 2022-2023 | 3e Groupe 4        | 1er         | 60          | 27          | 17          | 9           | 1           | 58          | 18          | +40         | 32es de finale      |
| 2023-2024 | 2e                 | en cours    | en cours    | en cours    | en cours    | en cours    | en cours    | en cours    | en cours    | en cours    | 32es de finale      |

## Personnalités

### Entraîneurs
La liste suivante présente les différents entraîneurs du club depuis 1961.
- Viktor Mizinov (1961-1962)
- Konstantin Sazonov (1963)
- Mark Soudat (1964)
- Viktor Mizinov (janvier 1965-juin 1965)
- Viktor Kareline (juillet 1965-décembre 1968)
- Vladimir Chafranski (1969-1972)
- Viatcheslav Medvedev (1973)
- Boris Kokh (1974-1976)
- Vladimir Ierofeïev (1980)
- Rudolf Atamalyan (1981)
- Valeri Zaïtsev (1982)
- Valeri Ovtchinnikov (1983-1984)
- Igor Kassiouk (1985)
- Guennadi Nedelkine (1986-1987)
- Rudolf Atamalyan (1988-juillet 1991)
- Serhiy Morozov (juillet 1991-mai 1992)
- Alekseï Petrouchine (mai 1992-décembre 1992)
- Eduard Malofeev (1993-1994)
- Aleksandr Irkhine (mars 1995-août 1995)
- Eduard Malofeev (août 1995-décembre 1995)
- Aleksandr Irkhine (janvier 1996-avril 1997)
- Aleksandr Ignatenko (avril 1997-janvier 1999)
- Viktor Kniajev (janvier 1999-juillet 2000)
- Rudolf Atamalyan (juillet 2000-avril 2001)
- Nikolaï Vorobiov (avril 2001-décembre 2003)
- Ievgueni Maslov (2004)
- Ravil Oumiarov (2004-décembre 2009)
- Sergueï Podpaly (décembre 2009-octobre 2010)
- Sergueï Nikitine (décembre 2010-novembre 2011)
- Ievgueni Dourniev (novembre 2011-juin 2013)
- Konstantin Galkine (juin 2013-mai 2015)
- Ievgueni Maslov (mai 2015-juillet 2015)
- Aleksandr Ivtchenko (juillet 2015-août 2017)
- Ievgueni Maslov (août 2017)
- Vladimir Maminov (août 2017-mai 2018)
- Goran Aleksić (juin 2018-septembre 2019)
- Viatcheslav Afonine (septembre 2019-décembre 2019)
- Igor Menchtchikov (décembre 2019-)

### Joueurs notables
Les joueurs ayant évolué en équipe nationale lors de leur passage au club sont marqués en gras.
- Arif Asadov (1998)
- Vyacheslav Lychkin (1998)
- Pavel Radnionak (en) (1993-1994)
- Valeri Kitchine (2015-2016)
- Dmitri Akimov (2002)
- Viatcheslav Kamoltsev (1992-1995)
- Sergueï Kolotovkine (en) (1997)
- Alekseï Kosolapov (en) (1992)
- Sergueï Podpaly (1983-1987, 1991, 1997-1998)
- Vladimir Tatarchouk (1996-1997)
- Iouri Baturenko (1996-1997)
- Farkhod Vosiev (en) (2018-2019)
- Yuriy Hrytsyna (en) (1994-1995)
- Viktor Leonenko (en) (1988-1991)
- Oleksandr Pryzetko (en) (1995-1997)
- Viktor Chichkine (en) (1987-1988)
- Sergueï Oborine (1989-1991)
- Ievgueni Sidorov (en) (1987-1991)